# Армія оборони крайової
Армія оборони крайової — допоміжні підрозділи, організовані у Львові генералом Маріаном Янушайтісом у вересні 1939 року під час оборони Львова.

## Склад армії
Ці підрозділи складалися з добровольців, які, у своїй більшості, належали до Військової підготовки, стрілецького союзу, Польської асоціації скаутів та офіцерів запасу.
Ці підрозділи були розформовані 26 вересня 1939 року, через чотири дні після окупації Львова Радянським Союзом. 22 вересня генерал Мечислав Борута-Спіхович став заступником генералом Янусайтісом.

## Історія
26 вересня 1939 року генерал Янушайтіс створив «диспетчерський підрозділ», який є своєрідним органом, відповідальним за боротьбу з радянською пропагандою. Він покликаний інформувати громадськість про поточні події, підтримання зв'язку з вищими офіцерами та організацію кур'єрських зв'язків.
Конспіративна мережа почала повільно організовуватися, не маючи наміру розширюватися до масової організації. Однак через недотримання основних принципів змови та ігнорування радянської влади організація була розгромлена, а частина змовників заарештована в жовтні 1939 року. Генерал Янушайтіс був заарештований 26 жовтня, а генерал Борута-Шпіхович прийняв командування. Він вирішив поїхати на Захід до генерала Владислав Сікорського за інструкціями. Він передав командування майору Зигмунту Добровольському, і він покинув Львів 11 листопада 1939 року. Його заарештували на кордоні 14 листопада.
Нерозкриті осередки продовжували працювати, організовуючись відповідно до видів зброї та політичних переконань. Подальші імпульси для розвитку львівського підпілля забезпечив приїзд кур'єра з Парижа — майора Тадеуша Стровського 15 грудня 1939 року та посланника з Варшави генерала Міхала Токаржевського-Карашевича — майора Олександра Клоца (орієнтовно 22 грудня).